# Italienische Rugby-League-Nationalmannschaft
Die Italienische Rugby-League-Nationalmannschaft vertritt Italien auf internationaler Ebene im Rugby-League-Sport. Das Team ist auch unter dem Spitznamen "Gli Azzurri" ("Die Blauen") bekannt. Die Sportart wird durch die Federazione Italiana Rugby League organisiert.

## Geschichte
Die italienische Rugby-League-Nationalmannschaft trug ihr erstes Länderspiel 1951 aus und unterlag dabei Frankreich in Cahors mit 17:29. Während der 1950er und 1960er wuchs die Popularität des Sports in Italien und das Nationalteam trat regelmäßig gegen hochkarätige Gegner an. Allerdings ging der nationale Rugby-Union-Verband dazu über, die Teilnahme von Spielern an Rugby-League-Spielen zu bestrafen, und sorgte somit für einen baldigen Niedergang der unliebsamen Konkurrenz. In den 1970ern war Rugby League in Italien praktisch verschwunden und die Nationalmannschaft nicht mehr existent.
Erst in den 1990er Jahren wurden die Azzurri auf Initiative einiger Italoaustralier hin wiederbelebt. 2013 gelang erstmals die Qualifikation für die Rugby-League-Weltmeisterschaft. Das hauptsächlich aus Australiern mit italienischen Wurzeln bestehende Team scheiterte allerdings in der Vorrunde.